# ویلیام نویل، نخستین ارل کنت
ویلیام نویل، نخستین ارل کنت (انگلیسی: William Neville, 1st Earl of Kent؛ حوالی. ۱۴۰۵ – ۹ ژانویه ۱۴۶۳) نخستین ارل کنت و به لحاظ قانونی ششمین بارون فوکنبرگ بود، او یک اشراف‌زاده انگلیسی و یک سرباز بود، وی در دومین بخش از جنگ‌های صد ساله شرکت داشت و در طول جنگ داخلی مشهور به جنگ رزها از فرماندهان اصلی بود